# Distretto di Mühlhausen
Il distretto di Mühlhausen è un distretto di Stoccarda.